# La Vallée du soleil
Pour plus de détails, voir Fiche technique et Distribution.
La Vallée du soleil (Valley of the Sun) est un film américain réalisé par George Marshall, sorti en 1942.

## Fiche technique
- Titre original : Valley of the Sun
- Titre français : La Vallée du soleil
- Réalisation : George Marshall
- Scénario : Horace McCoy
- Photographie : Harry J. Wild
- Montage : Desmond Marquette
- Musique : Paul Sawtell
- Pays d'origine : États-Unis
- Genre : western
- Date de sortie : 1942

## Distribution
- Lucille Ball : Christine Larson
- James Craig : Jonathan Ware
- Cedric Hardwicke : Lord Warrick
- Dean Jagger : Jim Sawyer
- Peter Whitney : Willie
- Billy Gilbert : Juge Homer Burnaby
- Tom Tyler : Geronimo
- Antonio Moreno : Chef Cochise
- George Cleveland : Bill Yard
- Hank Bell : Hank
- Tom London : Soldat Parker